# Cerithiopsis dilata
Cerithiopsis dilata là một loài ốc biển, động vật chân bụng trong họ Cerithiopsidae. Nó được Rolán, Espinosa, và Fernández-Garcés, mô tả năm 2007.